# Suzanne (chanson)
Pour les articles homonymes, voir Suzanne.
Pistes de Songs of Leonard Cohen
Master Song
Suzanne est une chanson écrite par l'auteur-compositeur-interprète canadien Leonard Cohen. 
Les paroles apparaissent pour la première fois sous la forme d'un poème, Suzanne Takes You Down, dans un recueil de Cohen, Parasites of Heaven (1966). Plusieurs autres chansons de son premier album (Songs of Leonard Cohen) trouvent leurs paroles dans ce recueil. La chanson est enregistrée par Judy Collins l'année de la sortie du recueil, et par Noel Harrison et Cohen lui-même en 1967.

## Présentation
Le texte brosse le portrait poétique d'une femme dénommée Suzanne, qui vit près d'un fleuve et inspire l'amour malgré elle. Tendrement qualifiée d'« à moitié folle », « vêtue de haillons et de plumes » ; elle est aussi décrite comme profondément généreuse et hospitalière, offrant au visiteur « des oranges et du thé venus de la lointaine Chine », et capable de faire ressortir le merveilleux en toute chose, « au milieu des déchets et des fleurs. »
L'eau, le fleuve de la vie, selon l'interprétation de Suzanne Verdal, se métamorphose au fil du poème ; elle se fait câline puis trouble, voire dangereuse, enfin apaisante comme une illusion chérie. C'est elle qui nous guide et apporte la réponse : nous sommes son amant depuis toujours, amant de celle qui tient le miroir comme l'eau en laquelle les enfants se mirent, mais aussi amant de notre propre image. Leonard Cohen joue ici sur l'ambiguïté qui est aussi le trouble de notre indécision. Celle dont nous recevons le nom de l'amour nous renvoie l'image en laquelle se perd notre amour. Alors que le poème se referme nous ne savons plus si c'est la femme, une femme en laquelle résonne en toute quiétude notre âme, la vie ou nous-même que nous venons de rencontrer et que nous aimons depuis toujours.
Leonard Cohen, alors qu'il répond aux journalistes dans une entrevue accordée à la BBC, précise que la chanson parle de sa rencontre avec Suzanne Verdal, la femme du sculpteur Armand Vaillancourt. La scène se passe à Montréal, comme en témoignent plusieurs éléments : le fleuve (le Saint-Laurent), et la petite chapelle près du port, appelée Notre-Dame-de-Bon-Secours, qui est située sur le bord du port et fait face au soleil levant.
Suzanne Verdal est interviewée par la CBC en 2006. Elle vit maintenant dans sa caravane à Venice Beach, en Californie. Suzanne, à qui Saunders, le journaliste de la BBC, fait remarquer que la chanson nous invite à une rencontre fusionnelle entre deux esprits, répond que c'est exactement ce dont il est question. Elle rapporte que leur rencontre fut celle de deux esprits parfaitement synchronisés, l'un et l'autre pouvant presque s'entendre penser.  Elle affirme qu'elle n'a jamais eu de relations sexuelles avec Leonard Cohen, contrairement à ce que certaines interprétations de la chanson suggèrent. Cohen lui-même, en 1994, dit à la BBC qu'il n'a fait qu'imaginer coucher avec Suzanne Verdal. Il ajoute qu'ils n'avaient ni l'occasion ni l'envie de s'engager dans une relation. Verdal dit qu'elle a rencontré Cohen deux fois après que la chanson a connu du succès : une fois après un concert de celui-ci dans les années 1970 et une fois en passant dans les années 1990, où Cohen ne lui a pas même adressé la parole (et ne l'a peut-être pas reconnue).

## Structure du morceau
La partie musicale de Suzanne est assurée par une guitare acoustique jouant en arpèges (en doubles croches durant toute la chanson) et une basse. Leonard Cohen assure l'intégralité du chant, avec un léger chœur féminin durant certaines parties.

### Introduction (0:00 - 0:11)
La chanson commence sur un rythme à 3/4, avec des arpèges en mi majeur. L'introduction est longue de trois mesures. Sur le troisième temps de chaque mesure, le sol dièse du mi majeur devient la, marquant la principale variation de la mélodie. L'introduction se termine avec le commencement de la quatrième mesure.

### Premier couplet (0:11 - 0:58)
Le premier couplet s'ouvre avec une mesure en 2/4 qui reprend le thème de l'introduction sans le troisième temps. Leonard Cohen commence à chanter sur le premier temps de cette mesure. La chanson passe ensuite en signature rythmique standard 4/4, et reprend le thème de l'introduction, le quatrième temps répétant le premier. Au bout de deux mesures de quatre temps toujours en mi majeur, et la mélodie bascule en fa dièse mineur, la principale variation mélodique étant alors assurée sur le troisième temps par un passage du la au si. Au terme de deux mesures, le mi majeur revient, lui aussi pour deux mesures. Ensuite, les chœurs apparaissent, et les arpèges changent à chaque mesure. On passe au sol dièse majeur, puis au la majeur. La guitare revient ensuite au mi majeur et au fa dièse mineur, ce motif étant répété une fois, puis le chant se clôture sur la dernière mesure du couplet (12 vers) en mi majeur.

### Refrain (0:58 - 1:22)
Le refrain est construit sur sept mesures, une en 3/4, quatre en 4/4 puis deux à nouveau en 3/4. Les arpèges sont identiques, selon la signature rythmique, à ceux de l'introduction ou du premier couplet. L'évolution des arpèges est mi majeur, sol dièse mineur, la majeur, mi majeur, fa dièse mineur et deux fois mi majeur. Leonard Cohen est soutenu sur les quatre vers du refrain par des choristes qui, contrairement au couplet où elles ne chantent pas véritablement de paroles, chantent la même chose que lui.

### Deuxièmes et troisièmes couplets et refrains (1:22 - 3:49)
Les couplets et refrains sont identiques tout au long de la chanson. La fin de la chanson se fait sur la dernière mesure du troisième refrain, où la variation du troisième temps du sol dièse du mi majeur vers le la se prolonge sur le quatrième temps, et revient finalement sur le sol dièse sur le premier temps d'une ultime mesure, qui ne contient que cette note, alors que les chœurs s'estompent peu à peu.

## Reconnaissance
Suzanne est incluse dans la sélection des 660 « chansons qui ont façonné le rock 'n' roll » du Rock and Roll Hall of Fame. En 2021, elle classée en 284e positions dans la liste des « 500 plus grandes chansons de tous les temps » du magazine Rolling Stone, qui note que « ce morceau est devenu un standard, repris par tout le monde » et que la version de Leonard Cohen « est lente et épurée, laissant place à sa symbolique sensuelle et biblique et à sa voix intime, sans complexe, ordinaire ».

## Reprises
Suzanne a été reprise de nombreuses fois et cette liste est loin d'être complète.
1966
- Judy Collins sur l'album In My Life

1967
- Graeme Allwright signe une adaptation en français, sur l'album Le Jour de clarté

1968
- Genesis (groupe américain des années 1960, à ne pas confondre avec le groupe anglais mieux connu) sur la face B de leur single Angeline (1968)
- Pearls Before Swine sur l'album Balaklava
- Fairport Convention sur l'album Fairport Convention - FC
- Françoise Hardy reprend la version française de Graeme Allwright, sur l'album Comment te dire adieu ?
- Valentine Saint-Jean chante une version française Ballade à Suzanne écrite par Joe Dassin[4]

1969
- Pauline Julien chante une version traduite et adaptée en français par Gilbert Langevin sur l'album Comme je crie... comme je chante
- Nina Simone sur l'album To Love Somebody
- George Hamilton IV sur l'album In the 4th Dimension
- Herman van Veen réalise une traduction en néerlandais sur son single Suzanne

1970
- Harry Belafonte, sur son album Homeward Bound

1971
- Neil Diamond sur l'album Stones

1972
- Esther Ofarim[5]
- Fabrizio De André signe une traduction en italien sur son single Suzanne/Giovanna D'Arco. (la face B est une autre traduction d'une chanson de Cohen : Joan of Arc)
- Hector (rockeur finlandais) signe une traduction en finnois

1973
- Roberta Flack sur l'album Killing Me Softly

1975
- Joan Baez, sur From Every Stage, tout comme sur le concert filmé de Bob Dylan Renaldo et Clara.

1991
- Geoffrey Oryema sur l'album-hommage I'm Your Fan

1992
- Bomb sur l'album Hate-Fed Love

1995
- Peter Gabriel sur l'album-hommage Tower of Song

1999
- Frank Boeijen réalise une traduction en néerlandais avec Yasmine sur un single.

2002
- Nana Mouskouri reprend la version française de Graeme Allwright, sur l'album Fille du Soleil

2005
- Tori Amos sur l'album Live The Original Bootlegs (Paramount Theatre Denver CO 4/19/05)

2007
- Sylvie Vartan reprend la version française de Graeme Allwright, sur l'album Nouvelle Vague

2008
- Alain Bashung sur l'album Bleu pétrole reprend la version française de Graeme Allwright

2009
- Micah P. Hinson (en) sur l'album All Dressed Up and Smelling of Strangers

2010
- Le groupe vocal Scala & Kolacny Brothers reprend dans un arrangement de son chef la version de Cohen sur l'album Circle

2011
- Jorane en français sur l'album Une sorcière comme les autres
- Mikhail Rykov (Михаил Рыков) en russe sur l'album 4 Songs of Leonard Cohen In Russian (4 Песни Леонарда Коэна На Русском Языке)

2014
- Lisa Simone sur l'album All is well

2018
- Nolwenn Leroy reprend la version française de Graeme Allwright sur l'album Folk.

2021
H-Burn et Pomme reprennent  Suzanne   pour l'album "Burn the Wire" 
2022
- Renaud sur la réédition de l'album Métèque.

## Dans la culture populaire
En 2015, la chanson apparaît dans le film américain The Walk : Rêver plus haut.